# Hans Wussing
Hans Wussing (alemany: Hans-Ludwig Wußing)  (Waldheim, 15 d'octubre de 1927 - Leipzig, 26 d'abril de 2011) va ser un matemàtic i historiador de les matemàtiques alemany oriental.

## Vida i Obra
El 1943, quan encara era a l'escola secundària, va ser reclutat a la força pel Luftwaffenhelfer, un cos auxiliar de l'exèrcit nazi, controlat per les Joventuts Hitlerianes; l'any següent va ser enviat com soldat a Bèlgica. En acabar la guerra, va ser presoner de guerra dels britànics i no va retornar al seu poble fins al 1946. Toti així, va poder examinar-se el 1947 per començar estudis de matemàtiques a la universitat de Leipzig. Aquest mateix any va conèixer Gerlinde Walter, qui poc després va ser la seva esposa, i tots dos van ingressar en el Partit Socialista Unificat d'Alemanya, el partit dominat a l'Alemanya Oriental. Es va graduar el 1951 a la universitat i va continuar treballs de recerca per obtenir el doctoral el 1956.
El 1957 es va incorporar a l'Institut Karl Sudhoff, ja que el seu director, Gerhard Harig, volia que l'institut s'inclinés cap a la història de la ciència en general, ja que fins llavors s'havia limitat a la història de la medicina. De fet, Wussing va arribar a ser el director de l'Institut, interinament de 1966 a 1969, en morir Harig, i permanentment de 1977 a 1982. A partir de 1968 també va ser professor de la universitat de Leipzig fins que es va jubilar el 1992, tot i que va continuar treballant fins als seus últims dies en història de la ciència i de les matemàtiques.
La seva obra principal va ser el seu llibre Die Genesis des abstrakten Gruppenbegriffes (La gènesi del concepte abstracte de grup) (1969) en el qual reflexiona sobre l'evolució dels conceptes abstractes en matemàtiques fins a assolir un significat precís. També va investigar en la vida i obra de matemàtics anteriors com Adam Ries o Carl Gauss per publicar biografies científiques ben documentades.